# Waldemar Legień
Waldemar Legień (* 28. srpna 1963 Bytom, Polsko) je bývalý polský zápasník–judista, olympijský vítěz z roku 1988 a 1992.

## Sportovní kariéra
S judem začínal v 9 letech v rodné Bytomi. Připravoval se v klubu Czarni Bytom pod vedením Józefa Wiśniewskiho. V polské seniorské reprezentaci se pohyboval od roku 1983. V roce 1984 byl v přípravě na olympijské hry v Los Angeles, o kterou nakonec polský tým přišel kvůli bojkotu. V roce 1988 startoval na olympijské hry v Soulu. V semifinále vyřadil na praporky (hantei) Sověta Bašira Varajeva a ve finále porazil obhájce zlaté olympijské medaile Němce Franka Wienekeho na ippon technikou seoi-nage a získal zlatou olympijskou medaili. Od roku 1990 přešel do vyšší střední váhy do 86 kg, ve které startoval na olympijských hrách v Barceloně v roce 1992. Dobrého nalosování využil k postupu do finále, ve kterém porazil na juko Francouze Pascala Tayota a získal druhou zlatou olympijskou medaili. Vzápětí ukončil sportovní kariéru. Před popularitou v Polsku utekl do Francie, kde pracoval jako manažer judistického klubu Racing Club de France.
Waldemar Legień byl pravoruký, komplexně technicky vybavený judista. Jeho osobní technikou byla pravá uči-mata a levé drop seoi-nage.

## Výsledky
| Turnaj             | 1984             | 1985             | 1986             | 1987             | 1988             | 1989             | 1990         | 1991         | 1992         |
| Turnaj             | 21               | 22               | 23               | 24               | 25               | 26               | 27           | 28           | 29           |
| Turnaj             | polostřední váha | polostřední váha | polostřední váha | polostřední váha | polostřední váha | polostřední váha | střední váha | střední váha | střední váha |
| ------------------ | ---------------- | ---------------- | ---------------- | ---------------- | ---------------- | ---------------- | ------------ | ------------ | ------------ |
| Olympijské hry     | —                |                  |                  |                  | 1.               |                  |              |              | 1.           |
| Mistrovství světa  |                  | 5.               |                  | 3.               |                  | 3.               |              | 3.           |              |
| Mistrovství Evropy | úč.              | 2.               | 3.               | —                | ?                | —                | 1.           | —            | —            |